# Ема Самс
Ема Елизабет Вајли Самјуелсон (енгл. Emma Elizabeth Wylie Samuelson; Лондон, 28. август 1960), познатија као Ема Самс (енгл. Emma Samms), британска је глумица и ТВ водитељка. Најпознатија је по тумачењу лика Холи Сатон Скорпио у америчкој дневној сапуници Општа болница, као и по тумачењу лика Фалон Карингтон у америчкој сапуници ударног термина Династија и њеном огранку Колбијеви, након што је Памела Сју Мартин напустила улогу.

## Детињство и младост
Ема Самс је рођена у Лондону као ћерка Меделајн Самјуелсон, балерине и Мајкла Самјуелсона, власника фирме за изнајмљивање филмске опреме. Њен деда, Џ. Б. Самјуелсон, био је пионир британске кинематографије. Самсова је одгајана као Јеврејка. Похађала је балет до 15. године, када је престала због повреде кука. Након тога, определила се за глуму.

## Каријера
Самсова је први пут играла Холи Сатон Скорпио у Еј-Би-Сијевој дневној сапуници Општа болница од 1982. до 1985. године. Како је Самсова одлучила да напусти серију да би играла Фалон у сапуници ударног термина Династија, њен лик Холи је погинула у авионској несрећи. Дана 10. априла 1985. године, Самсова се појавила у епизоди „Отета” при крају 5. сезоне Династије као Фалон Карингтон, лик који је првобитно тумачила Памела Сју Мартин од 1981. до 1984. године. Лик је одмах пребачен у нову огранак серију Династије под називом Колбијеви за 2 сезоне (1985—1987), а потом је враћена у Династију 23. септембра 1987. у првој епизоди осме сезоне. Самсова је остала у Династији две сезоне до њеног завршетка 11. маја 1989. године. Касније се поново појавила као Фалон у мини-серији Династија: Поново на окупу 1991. године. Након тога, Самсова је играла у неколицини филмова који нису били примећени, па је остала на телевизији. Године 1989, имала је гостујућу улогу у ситкому Моја два оца.
Самсова је била толико популарна међу фановима Опште болнице, да је Холи враћена из мртвих у јануару 1992. године, након седмогодишњег одсуства. Остала је у серији до 1993. године, а за ово време је играла и Холину идентичну полусестру Памелу. Године 1995, Самсова се појавила као злобна Грејсон Лаудер у сапуници ударног термина Models Inc., огранку серије Мелроуз Плејс, а обе је продуцирао некадашњи продуцент Династије, Арон Спелинг.
Самсова се појавила у 4 епизоде Би-Би-Сијеве серије Холби сити 2003. године и накратко се појавила у Би-Би-Сијевој дневној серији Доктори 2005. године. У фебруару 2006. године, вратила се у Општу болницу као Холи, појавивши се у 7 епизода. Након што је 28. априла 2006. водила доделу дневних награда Еми, поново се појавила у Општој болници на 3 недеље, од 1. маја 2006. и онда поново 30. јуна 2006. године. Појавила се и у хуманитарном ријалитију Celebrity Scissorhands у новембру 2006. године. У септембру 2007. године, гостовала је у Ај-Ти-Вијевој дуговечној серији Полиција као наркоманка Ела Винстенли.
У августу 2009. године, играла је у позоришном мјузиклу Плешимо.
Још неколико пута се враћала у Општу болницу, у мају 2009, марту 2012. и августу 2013. године.
У јуну 2014. године, Самсова је објављена као такмичарка у Би-Би-Сијевом гимнастичарском шоуу Тамбл и испала је друга по реду.
Године 2018, била је међу 27 познатих личности које су снимиле нову божићну песму чији су приходи ишли у хуманитарне сврхе.

## Лични живот
Самсова је двапут одбила да се слика за часопис Плејбој, први пут кад је играла у Општој болници, а други пут кад је играла у Династији. Уместо тога, појавила се на насловници фебруарског издања часописа Inside Sports 1988. године у бикинију.
Године 1983, Самсова и њен рођак, филмски продуцент Питер Самјуелсон, основали су Starlight Children's Foundation, хуманитарну организацију која помаже тешко болесној деци и њиховим породицама да се носе са болом, страхом и изолацијом, кроз разоноду, образовање и породичне активности. Организација је основана у част брата Еме Самс, Џејмија, који је са 9 година преминуо од апластичне анемије.
Године 1984, Самсова и њен партнер из Опште болнице Тристан Роџерс јавно су објавили своју везу, која се завршила годину дана касније, кад је она напустила Општу болницу. Поред веридбе са Марвином Хамлишем током 1980-их, Самсова се удавала 3 пута: за Бансија Нађија (1991—1992), Тима Дилона (1994—1995) и Џона Холовеја (1996—2003). Има двоје деце са Холовејем.
Самсова је добила орден Британског царства 2016. године, за свој хуманитарни рад.
У априлу 2018, открила је да се бори са беловом парализом, болешћу која изазива привремену парализу лица. Месец дана касније, на Твитеру је рекла да је њена парализа лица 90% боље.